# Ascotis plenilunaria
Ascotis plenilunaria là một loài bướm đêm trong họ Geometridae.